# GE Transportation Systems
GE Transportation Systems, popularmente conocida como GE Rail, es una empresa de la corporación Wabtec. Anteriormente perteneció a General Electric. Fabrica equipamiento para la industria ferroviaria así como para otras empresas necesitadas de sistemas de propulsión. Su sede central está situada en Erie, Pensilvania, Estados Unidos.

## Productos Ferroviarios
La empresa es uno de los principales fabricantes de locomotoras diésel para transporte de carga y pasajeros bajo el reporte de marca de la Asociación Americana de Ferrocarriles: GECX. Además de la fabricación de locomotoras esta empresa se dedica a la producción de productos relacionados, tales como señales ferroviarias, redes de conmutación ferroviarias, y piezas para las locomotoras y los coches de ferrocarril, así como proporcionar servicios de reparación para locomotoras de GE y de otras marcas.
La producción actual de locomotoras incluyen la importante serie GE Evolution Series. En la primavera de 2007, los sistemas de transporte de GE desarrollaron un prototipo de locomotora híbrida diésel-eléctrica para aumentar eficacia del combustible y para reducir emisiones.

### Principales clientes
- Amtrak
- ALL
- BNSF
- Canadian National Railway
- Canadian Pacific Railway
- China Mainline
- CSX Transportation
- CVRD- Brasil
- Egyptian National Railways
- Ferromex
- Instituto Costarricense de Ferrocarriles - Costa Rica
- Kansas City Southern Railway
- Kansas City Southern de México
- Kazakhstan Temir Zholy
- Norfolk Southern Railway
- Pilbara Rail- Australia
- Union Pacific
- MRS-Brazil

## Productos de propulsión
Además de las locomotoras y de equipos de ferrocarril, GE también produce motores eléctricos y sistemas de gran propulsión para la industria minera, la perforación petrolífera, y las industrias eólicas. GE proporciona motores diésel de tamaño y velocidad mediana para sistemas de transporte más pequeños como remolcadores.